# Skutchia
Skutchia is een voormalig geslacht van vogels uit de familie Thamnophilidae. Het geslacht telde één soort.. De soort maakt tegenwoordig deel uit van het geslacht Phlegopsis.

## Soorten
- Skutchia borbae (Borbamiertimalia)